# Jeff Speakman
 (août 2011).
Si vous disposez d'ouvrages ou d'articles de référence ou si vous connaissez des sites web de qualité traitant du thème abordé ici, merci de compléter l'article en donnant les références utiles à sa vérifiabilité et en les liant à la section « Notes et références ».
Jeff Speakman est un acteur américain né le 8 novembre 1958 à Chicago dans l'Illinois (États-Unis).

## Vie privée
Jeff Speakman est né et a grandi à Chicago, où il était un plongeur de tremplin au lycée et obtenu le statut All-American. il est diplômé du collège d'État du Missouri Southern avec un baccalauréat en psychologie et une mineure en la biologie de six ans après le lycée.
Il a dit que l'émission de télévision Kung Fu lui valut son intérêt par les arts martiaux. Il a passé des années de formation en kenpo américain avec son instructeur principal, Larry Tatum puis avec le grand maître Ed Parker, le fondateur du système.
Jeff a reçu son 1er degré, ceinture noire de Kenpo américain en 1984. Il est actuellement neuvième degré (qu'il valide en juillet 2018 à Las Vegas) de Kenpo Karaté. Il détient également une ceinture noire 7e degré dans le style Goju-Ryu karaté qu'il a étudié avec le Grandmaster Lou Angel à partir de 1978.
Jeff Speakman est également fondateur et directeur de l'American Kenpo Karaté Systems (AKKS) "Jeff Speakman kenpo 5.0", une organisation Internationale de Kenpo Karaté présente dans plus de 50 écoles à travers le monde (États-Unis, Amérique du Sud, Océanie, Europe et Afrique). Sa vision du kenpo est celle d'un art martial en constante évolution qui s'adapte continuellement aux nouveaux systèmes de combat. Le 5.0 a développé de nouvelles techniques de sol à partir de la ceinture bleue. Un système de combat de type "free fight" est également présent dans la formation et lors des championnats ; pour l'obtention des ceintures à partir de la marron, le pratiquant doit présenter un certain nombre de techniques imposées, des formes et set  de combat (kata) et un assaut de type M.M.A. Le système de kenpo 5.0 du maître Jeff Speakman est présent en France dans plusieurs villes : Épinal (école du 5e degré Steve Mogeot "représentant Européen du système"), Paris-Étampes (école du 4e degré Jean Louis Mbongo) ainsi que Rouen-Dieppe (école du 3e degré Pierre Caquin).

## Filmographie
- 1987 : Terreur à Alcatraz (Slaughterhouse Rock) : Le patron du café (DTV)
- 1988 : Side Roads : Joe Velasco (DTV)
- 1991 : L'Arme parfaite (The Perfect Weapon) : Jeff Sanders
- 1993 : Sur la défensive (Street Knight) : Jake Barrett (DTV)
- 1995 : The Specialist (The Expert) : John Lomax (DTV)
- 1996 : Sans Alternative (Deadly Takeover) : Le sergent Dutton Hatfield (DTV)
- 1996 : Timelock : McMasters
- 1997 : Plato's Run : Dominik (DTV)
- 1997 : Les Aventuriers de l'Atlantis : Matt Spencer (téléfilm)
- 1998 : Mission Scorpio One : Jared Stone (DTV)
- 1998 : Land of the Free : Frank Jennings (DTV)
- 1998 : Memorial Day : Edward Downey (DTV)
- 1999 : Running Red : Greg / Gregori (DTV)
- 2000 : Hot Boyz : Maître Keaton (DTV)
- 2002 : Night Terror : Le professeur Eric Lang (DTV)
- 2004 : Justice criminelle (The Gunman) : Scott Sherwin (DTV)
- 2006 : Striking Range : Kilmer (DTV)